# Fontenay (Indre)
Fontenay – miejscowość i gmina we Francji, w Regionie Centralnym, w departamencie Indre.
Według danych na rok 1990 gminę zamieszkiwały 92 osoby, a gęstość zaludnienia wynosiła 7 osób/km² (wśród 1842 gmin Centre, Fontenay plasuje się na 1039. miejscu pod względem liczby ludności, natomiast pod względem powierzchni na miejscu 981.).